# 1799
1799 (MDCCXCIX) a fost un an obișnuit al calendarului gregorian, care a început într-o zi de luni.

## Evenimente

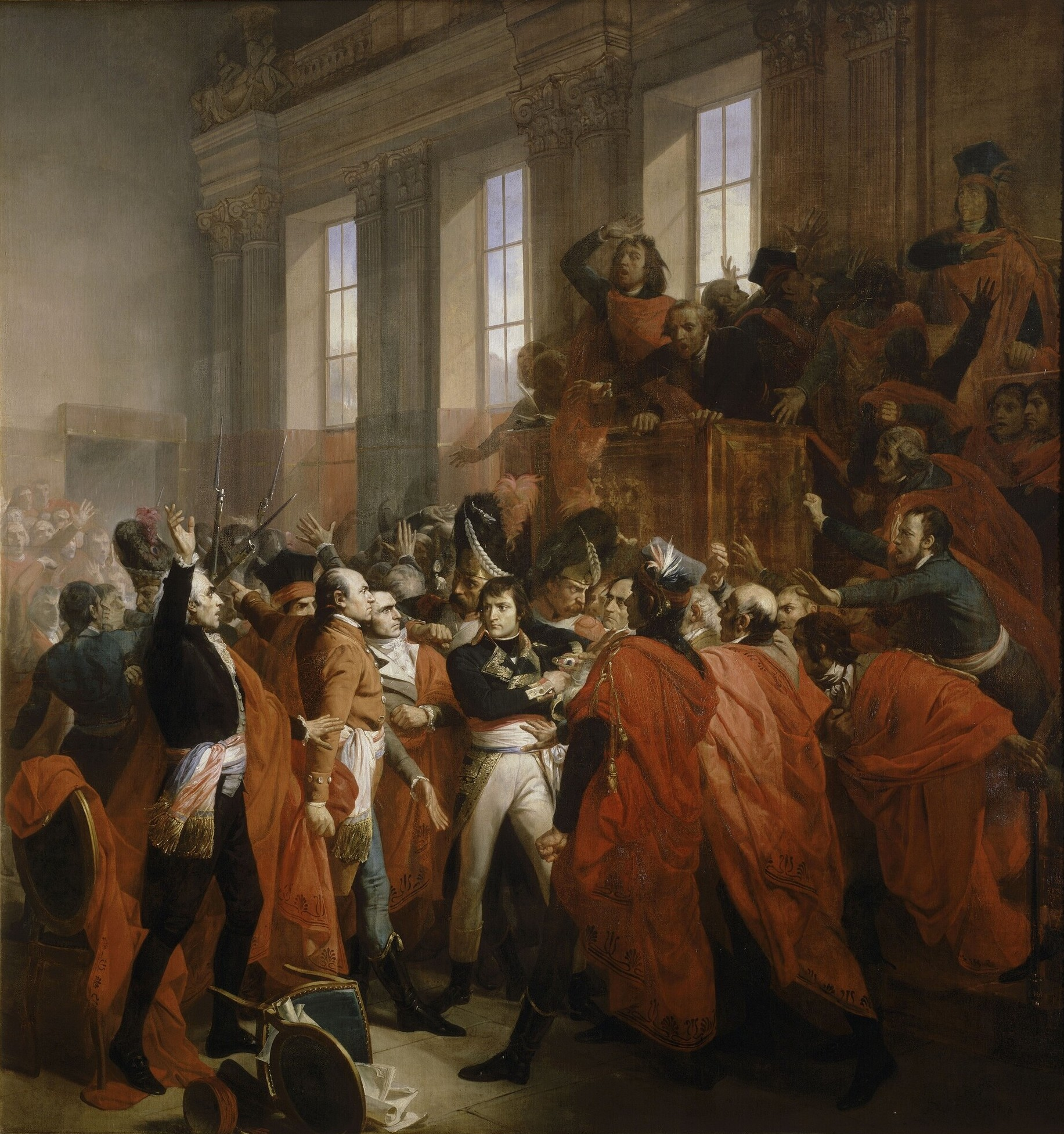
Napoleon Bonaparte este numit sub presiunea armatei Primul Consul al Franței.

### Ianuarie
- 9 ianuarie: Prim-ministrul britanic William Pitt cel Tânăr introduce impozitul pe venit de la doi șilingi la un pound (liră sterlină), pentru a strânge fonduri pentru efortul de război al Marii Britanii în războaiele napoleoniene.
- 30 ianuarie: Începe a doua domnie în Țara Românească a lui Alexandru Moruzi, care va dura până în octombrie 1801.

### Iulie
- 15 iulie: În orașul-port egiptean Rosetta, capitanul francez Pierre Bouchard găsește Piatra din Rosetta.
- 25 iulie: La Aboukir în Egipt, Napoleon învinge 10.000 de mameluci conduși de Mustafa Pașa.

### Noiembrie
- 9 noiembrie: Napoleon răstoarnă Directoratul francez printr-o lovitură de stat.

### Decembrie
- 14 decembrie: George Washington, primul președinte al Statelor Unite, a murit la Mount Vernon, Virginia, la vârsta de 67 de ani.

### Nedatate
- 1799-1815. Războaiele napoleoniene. Au fost o serie de războaie pe care Franța le-a purtat împotriva alianțelor dintre puterile europene.
- decembrie: În Franța este aprobată o nouă constituție printr-un plebiscit.
- decembrie: Napoleon a devenit prim consul.
- A fost construit Hawa Mahal ("Palatul Vânturilor")

- A fost înființată Uzina Mecanică Cugir, în perioada Imperiului Habsburgic.

## Arte, științe, literatură și filozofie
- Ludwig van Beethoven a completat Sonata pentru pian nr. 8 "Patetica".

## Nașteri
- 10 ianuarie: Petrache Poenaru, pedagog, inventator, inginer și matematician român (d. 1875)
- 26 ianuarie: Benoît Paul Émile Clapeyron, inginer și fizician francez (d. 1864)
- 4 februarie: Almeida Garrett, poet portughez (d. 1843)
- 7 martie: František Ladislav Čelakovský, poet ceh (d. 1852)
- 28 martie: Carl von Basedow, medic german (d. 1854)
- 29 martie: Edward Smith-Stanley, prim-ministru al Marii Britanii (1852-1868, cu intermitențe), (d. 1869)
- 20 mai: Honoré de Balzac (n. Honore Balssa), scriitor francez (d. 1850)
- 22 mai: Thomas Hood,  poet și umorist englez (d. 1845)
- 6 iunie: Aleksandr Pușkin, poet rus (d. 1837)
- 28 iunie: Ducesa Amelia de Württemberg, soția lui Joseph, Duce de Saxa-Altenburg (d. 1848)
- 4 iulie: Oscar I al Suediei, rege al Suediei și Norvegiei (d. 1859)
- 15 noiembrie: Prințesa Maria Anna de Saxonia, Mare Ducesă de Toscana (d. 1832)
- 9 noiembrie: Gustav, Prinț de Vasa  (d. 1877)
- 22 decembrie: Carol al II-lea, Duce de Parma (d. 1883)

### Nedatate
- august: Barbu Știrbei, domnitorul Țării Românești (1849-1853, 1854-1856), (d. 1869)

## Decese
- 9 ianuarie: Maria Gaetana Agnesi, 80 ani, matematiciană, lingvistă și filosoafă italiană (n. 1718)
- 7 februarie: Aixin-Jueluo Hongli (era Qianlong), 87 ani, împărat al Chinei (n. 1711)
- 19 februarie: Jean-Charles de Borda, 65 ani, matematician, fizician, politician francez (n. 1733)
- 18 mai: Pierre Beaumarchais (n. Pierre-Augustin Caron de Beaumarchais), 67 ani, dramaturg francez (n. 1732)
- 7 iunie: Prințesa Victoria a Franței (n. Victoire Louise Marie Thérèse), 66 ani, fiica regelui Ludovic al XV-lea al Franței (n. 1733)
- 13 august: Vasili Bajenov, 62 ani, arhitect și grafician rus neoclasic (n. 1737)
- 29 august: Papa Pius al VI-lea (n. Giannangelo Braschi), 81 ani (n. 1717)
- 29 octombrie: Francesco Mario Pagano, 50 ani, jurist și filosof italian (n. 1748)
- 9 noiembrie: Juliane de Hesse-Philippsthal, 38 ani, contesă și regentă de Schaumburg-Lippe (n. 1761)
- 20 noiembrie: Madame Dupin (n. Louise-Marie Madeleine Fontaine), 92 ani, nobilă franceză (n. 1706)
- 6 decembrie: Joseph Black, 71 ani, fizician scoțian (n. 1728)
- 14 decembrie: George Washington, 67 ani, primul președinte al SUA  (1789-1797), (n. 1732)
- 18 decembrie: Jean-Étienne Montucla, 74 ani, matematician francez (n. 1725)